# Mongoolse bergwoelmuis
De Mongoolse bergwoelmuis (Alticola roylei)  is een zoogdier uit de familie van de Cricetidae. De wetenschappelijke naam van de soort werd voor het eerst geldig gepubliceerd door Gray in 1842.

## Voorkomen
De soort komt voor in India.